# Ben Johnston (musicien)
Pour les articles homonymes, voir Ben Johnston (homonymie) et Johnston.
Ben Johnston, de son vrai nom Ben Hamilton Johnston, né le 25 avril 1980 à Kilmarnock en Écosse, est un batteur et chanteur connu pour son travail au sein de Biffy Clyro.

## Biographie
Il naît et grandit à Kilmarnock avec son frère jumeau James, bassiste de Biffy Clyro, et son jeune frère Adam Johnston, désormais technicien batterie de Biffy Clyro.
Jouant déjà avec Simon Neil et son frère James dans un groupe appelé Screwfish en 1995, le trio s'installe à Glasgow, et est vite découvert par Dee Bahl, qui les fait signer chez Beggars Banquet Records en 2001.
Il joue à la batterie lorsque le duo de rock conceptuel Marmaduke Duke est sur scène.

## Vie privée
James Johnston est friand de golf et d'arts martiaux, et plus récemment de pêche.

## Matériel

### Cymbales
Il est endorsé par Sabian
- 6" AAX Splash
- 8" AA China Splash
- 13" Paragon Hi-Hats
- 17" AAX X-Plosion Crash
- 18" AAX X-Plosion Crash
- 18" AAX X-Plosion China
- 19" AAX X-Plosion Crash
- 19" Paragon Chinese
- 21" HHX Raw Bell Dry Ride

### Percussions
Il est aussi endorsé par Pearl Drums
- Pearl Reference Kit colour:Rootbear Fade
- Pearl Chad Smith Signature 14x6.5 Snare
- 22x18" Bass drum, 12x9" Rack tom, 14x14" and 16x16" floor toms
- Pearl Eliminator Double Bass Pedal[4]
- Pearl Masters Colour : Black. 22x18" Bass drum, 12x8" Rack tom, 14x14" and 16x16" floor toms
- Pearl Eliminator Double Bass Pedal

### Autres
- La série Neil Peart de baguettes
- Angel AX25K Glockenspiel
- Fender CD-140SCE